# Melanchroia chephise
Melanchroia chephise là một loài bướm đêm trong họ Geometridae.

## Hình ảnh

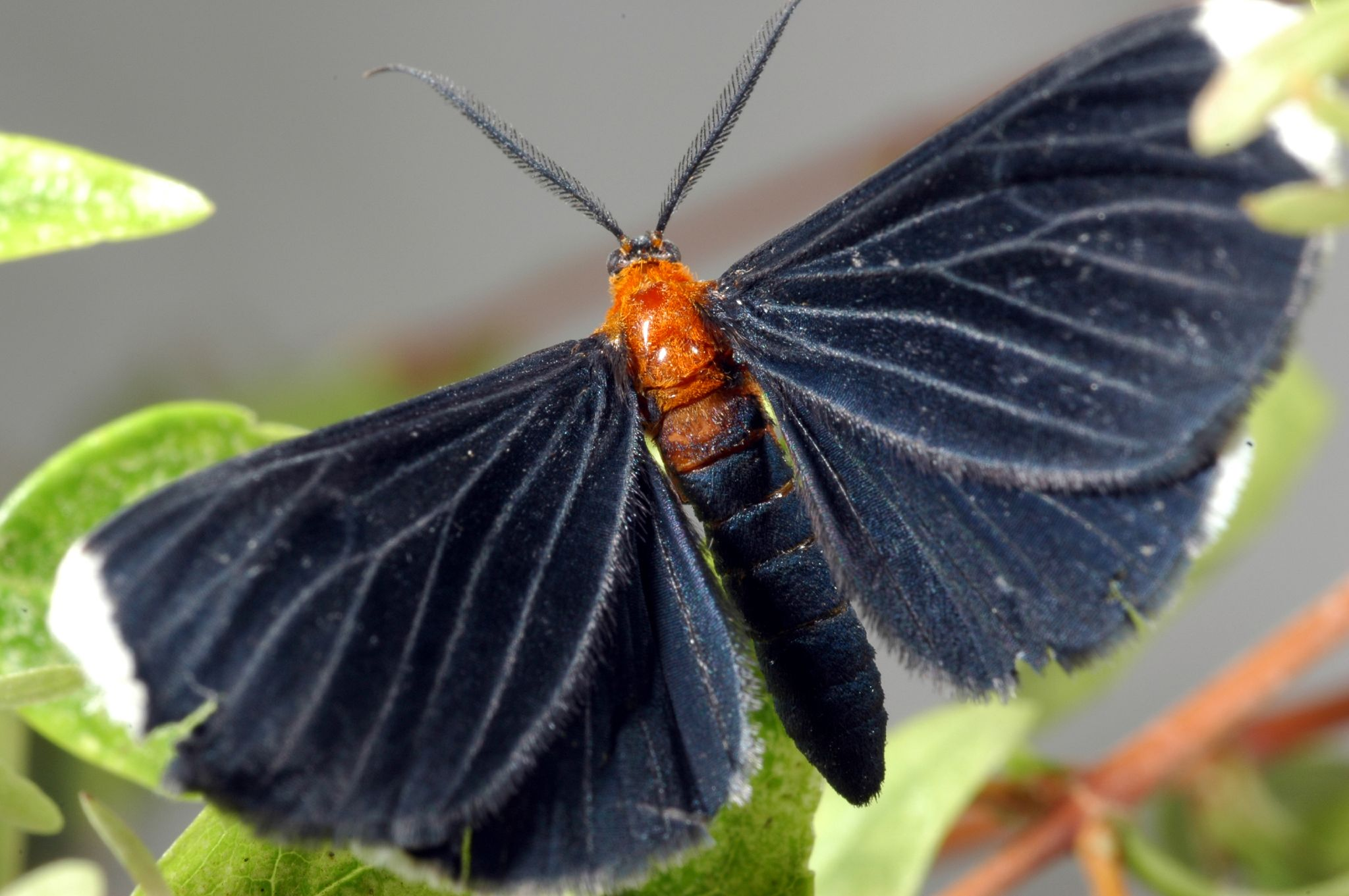
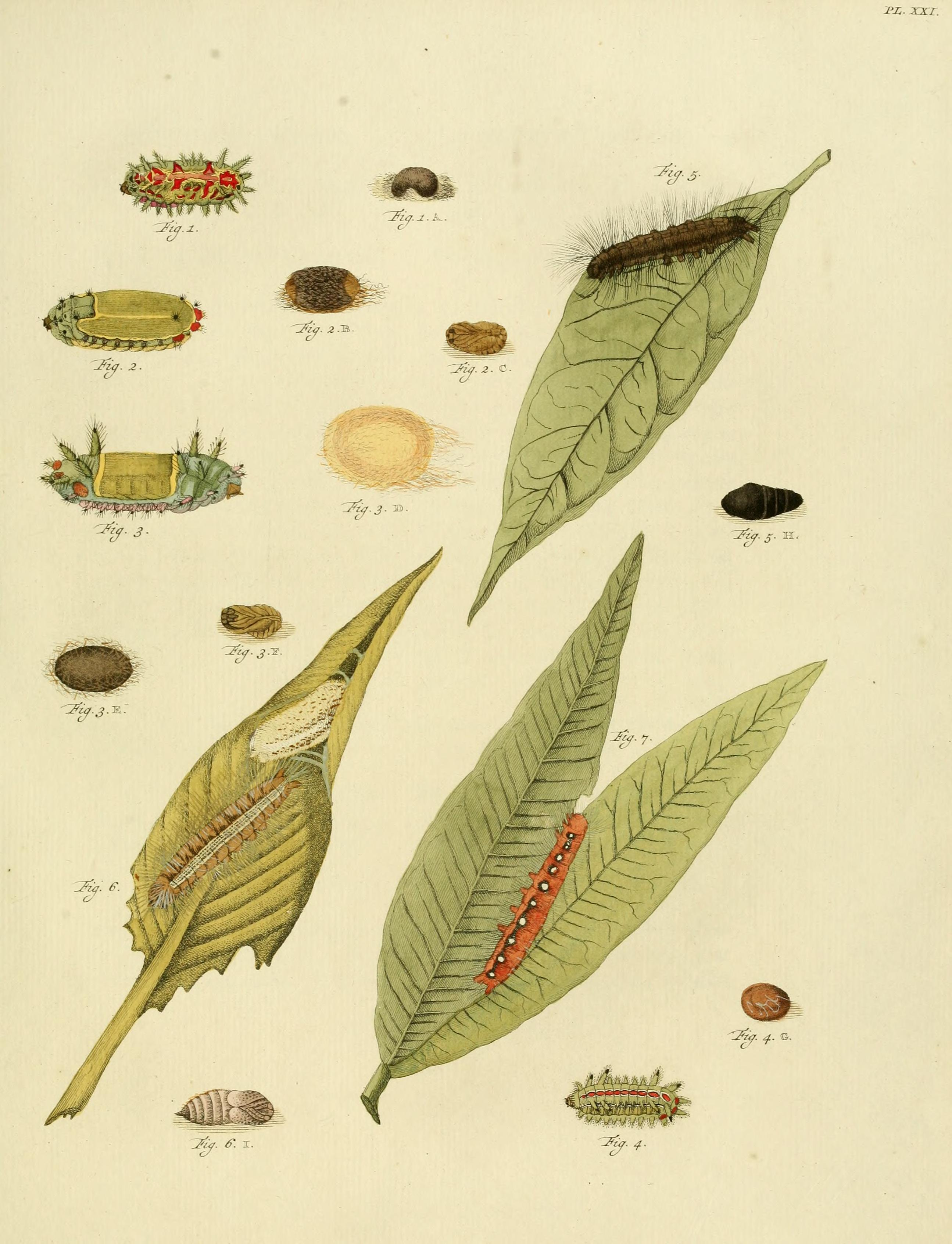
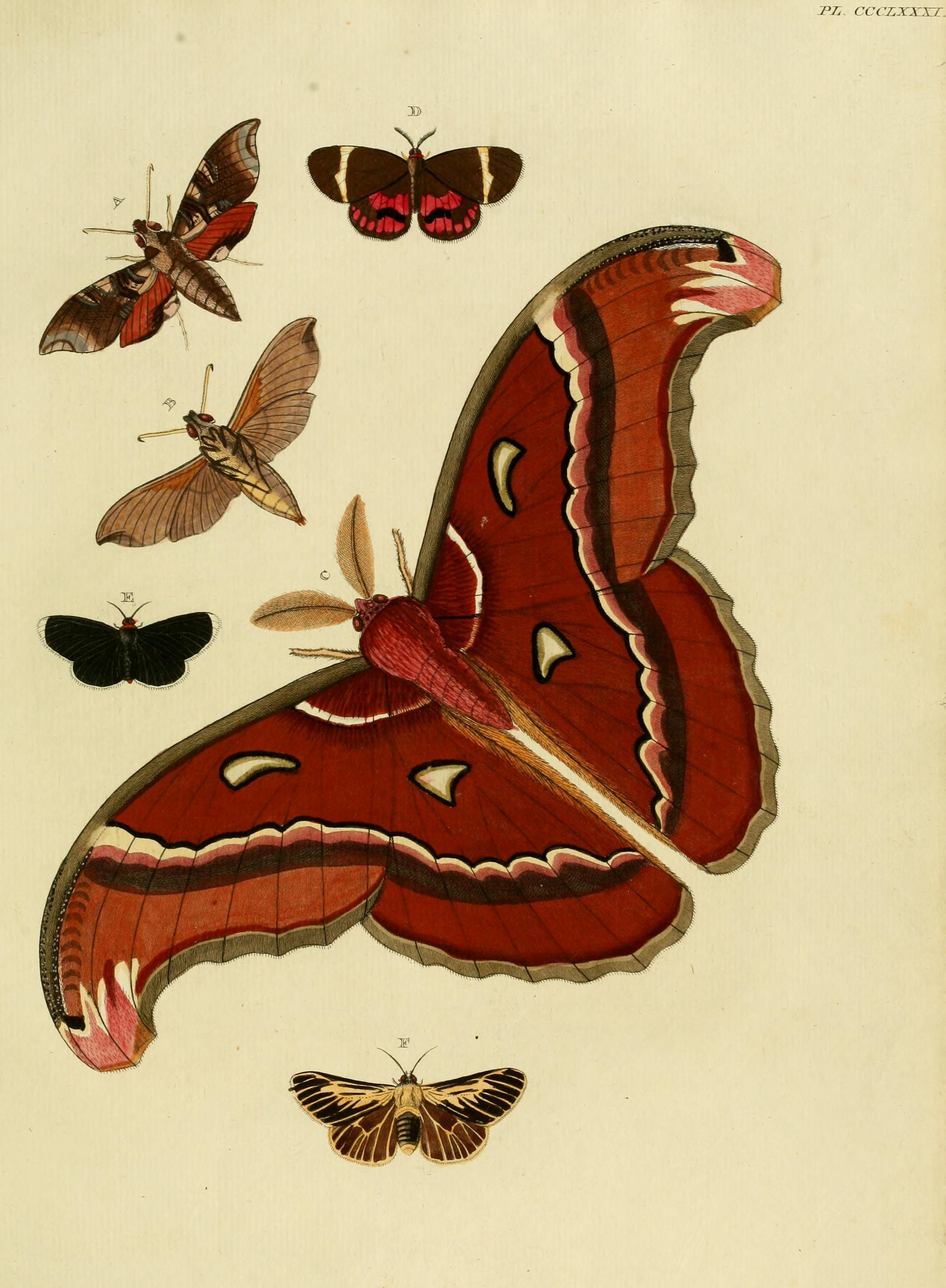